# Cheumatopsyche sordida
Cheumatopsyche sordida är en nattsländeart som först beskrevs av Hagen 1861.  Cheumatopsyche sordida ingår i släktet Cheumatopsyche och familjen ryssjenattsländor. Inga underarter finns listade i Catalogue of Life.